# Jim Washington
James H. Washington, detto Jim (Filadelfia, 1º luglio 1943), è un ex cestista statunitense, professionista nella NBA.

## Carriera
Venne selezionato dai St. Louis Hawks al primo giro del Draft NBA 1965 (6ª scelta assoluta).